# الاغتصاب أثناء الإبادة الجماعية في رواندا
اتخدَ العنف أثناء الإبادة الجماعية في رواندا عام 1994 عدّة أشكال بما في ذلك العنف الجِنسي فعلى مدار 100 يوم؛ تعرّض نصف مليون من النساء والأطفال للاغتصاب أو التشويه الجنسي أو القتل. أصدرت المحكمة الجنائية الدولية لرواندا أول إدانة لاستعمال الاغتصاب كسلاح حرب خلال الصراع الأهلي، وكانت سابقة أولى في أن اعتبر الاغتصاب الجماعي خلال حرب يرقى إلى اغتصاب إبادي بسبب نية العنف الجماعي الذي عانت منه النساء والأطفال في رواندا كانت بكليّتها أو بقسم منها تستهدف جماعة إثنية محددة.
بعد التحقيقات تبيّن أنّ معظم حالات الاغتصاب قد قامت بِها ميليشيات إنتراهاموي وأعضاء الهوتو وكذا بعض السكان المدنيين الذين استغلوا الانفلات الأمني فضلًا عن العسكر والحرس الرئاسي. بشكلٍ عام؛ اعتمدَ القادة السياسيين والعسكريين على العُنف الجِنسي من أجل تعزيز هدفهم الذي يتمثلُ بالأساس في تدمير عرقيّة التوتسي. اعتمدَ نفسُ القادة على الدعاية حيثُ سخّروا على وسائلَ الطباعة والإذاعة للتحريض على العنف ضد المرأة مصورين في ذلكَ المرأة في عِرقية التوتسي بغير الجديرة بالثقة كما ادّعوا أنّها تكرهُ عرقية الهوتو. أسفرَ النزاع عن ميلاد ما بين 2000 حتى 10000 من الرُضّع الذين وُلدوا نتيجة الحمل القسري.

## الاغتصاب كسلاح من أسلحة الإبادة الجماعية

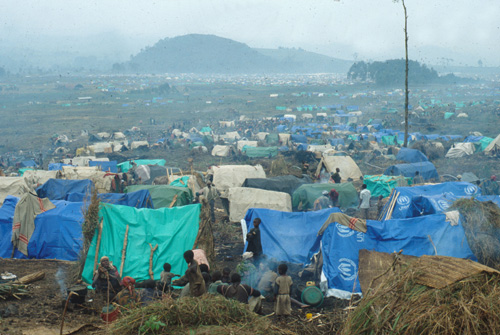
للاجئين الروانديين في Kimbumba شرق زائير (جمهورية الكونغو الديمقراطية) ، في أعقاب الإبادة الجماعية في رواندا.

خلال الصراع الهوتو المتطرفين سراح المئات من المرضى في المستشفيات الذين يعانون من الإيدز، وشكلت لهم في «الاغتصاب فرق». القصد كان أن تصيب الإنسان وتسبب «بطيئة لا يرحم الموت». Obijiofor Aginam يقول أنه في حين عبر التاريخ العنف الجنسي ضد النساء مليء مثل هذه حوادث الاغتصاب في زمن الحرب، أكثر الصراعات الأخيرة شهدت استخدام الاغتصاب كسلاح في الحرب تصبح «واضح الظاهرة». ويعتقد أن تعمد إصابة النساء بفيروس نقص المناعة البشرية يتضح من الناجين الشهادة. فرانسواز ندويمانا توثيق شهادات من الناجين من الاغتصاب سرد شهادة امرأة واحدة:
Aginam يجادل بأن هذه الشهادات تقديم دليل على أن هناك نية واضحة من قبل المغتصبين إلى إصابة النساء بفيروس نقص المناعة البشرية.
الناجين شهدوا أن انتقال فيروس نقص المناعة البشرية هو عمل متعمد من قبل يتحدث عن الرجال، قبل أن تغتصب منهم يقولون أنهم لن تقتلهم مباشرة ولكن بدلا من ذلك تعطي لهم موتا بطيئا من الإيدز. ثلثي عينة من 1200 الإبادة الجماعية في رواندا الأرامل اختبار فيروس نقص المناعة البشرية، ومعدلات الإصابة في المناطق الريفية أكثر من الضعف بعد الإبادة الجماعية. لا توجد أية بيانات عن عدد الضحايا الذين لقوا حتفهم من مرض الإيدز بعد عام 1994 الذي كان قد أصيبوا بالمرض من تعرضهن للاغتصاب خلال الإبادة الجماعية.
على الرغم من أن نساء التوتسي كانوا الأهداف الرئيسية المعتدلة الهوتو النساء تعرضن للاغتصاب أيضا خلال الإبادة الجماعية. جنبا إلى جنب مع الهوتو المعتدلين، الهوتو المرأة المتزوجة من التوتسي والهوتو المرأة الذي اختبأ التوتسي المستهدفة. في شهادة ماريا لويز Niyobuhungiro تذكر رؤية المحلية شعب الهوتو الرجال شاهدتها على اغتصاب تصل إلى خمس مرات في اليوم عندما كانت تبقى تحت المراقبة من قبل امرأة، تلقت ولا تعاطف ولا تساعد أيضا على مزرعة بين الاغتصاب.
نساء التوتسي كما تم استهداف بقصد تدمير قدرات الإنجابية. تشويه الأعضاء التناسلية في بعض الأحيان وقعت بعد الاغتصاب وشملت تشويه المهبل بالسواطير والسكاكين شحذ العصي الماء المغلي وحمض. مرتكبي أعمال الإبادة الجماعية كما عقدت النساء كعبيد لممارسة الجنس لمدة أسابيع.
الرئيسية «برنت» بيردسلي مساعد دالير، قدم شهادته في المحكمة. عندما سئل عن العنف الجنسي وكان قد شهد وذكر أن قتل ضربات تميل إلى أن تكون تهدف إلى الأعضاء التناسلية، أن الضحايا قد تم عمدا خفضت على الثديين والمهبل. بيردسلي أيضا شهد برؤية أجساد الفتيات الستة والسبعة الذين تم اغتصابها بوحشية التي مهابلهن تم تقسيم ومنتفخة من ما كان الاغتصاب الجماعي. واختتم قائلا «مجازر قتل الجسد. الاغتصاب يقتل الروح. وكان هناك الكثير من الاغتصاب. يبدو أن في كل مكان ذهبنا في الفترة من 19 أبريل إلى اليسار، كان هناك اغتصاب في كل مكان بالقرب من هذه مواقع القتل.»

## تقديرات الضحايا
فقد أشارت البحوث إلى أن ما يقرب من كل أنثى الناجي أكثر من اثني عشر عاما من العمر كان ضحية الاغتصاب. وفقا المقرر الخاص للأمم المتحدة، رينيه Degni-سيغني «اغتصاب كان القاعدة، وغيابها استثناء».
في عام 1996، Degni-سيغني التقديرات إلى أن عدد النساء والفتيات للاغتصاب كان بين 250، 000 و 500، 000. Degni-سيغني تقدير تم التوصل اليه بعد تقييم حالات الاغتصاب التي تم توثيق عدد من نتيجة الحرب الرضع. Degni-سيغني يعتقد أن 15,700 حوادث الاغتصاب المبلغ عنها من قبل رواندا وزارة الأسرة وحماية المرأة كانت الأكثر احتمالا أن نقلل، بالنظر إلى عدد سنوات الضحايا تأخذ تقارير الاغتصاب، إذا ما فعلوا. اكتشف أيضا أن تقديرات أفراد الخدمات الطبية من ولادة واحدة لكل 100 الاغتصاب لم تشمل المرأة الذي كان قد قتل. قال من الفظائع «الاغتصاب المنهجي وكان يستخدم 'سلاح' مرتكبي المجازر. هذا يمكن أن يكون المقدر من عدد وطبيعة الضحايا وكذلك من أشكال الاغتصاب.»
Bijleveld, Morssinkhof ، Smeulers يقدر 354,440 النساء للاغتصاب. درست في شهادات الضحايا وأيضا عدد أولئك الذين أرغموا على والمشرب؛ كانت هذه ثم تضاف إلى مبالغ معروفة من أولئك الذين تعرضوا للاغتصاب، ولكن قد قتلوا. وذكروا أن «ما يقرب من جميع الباقين على قيد الحياة من التوتسي النساء تعرضن للاغتصاب.»

## محاكمات جرائم الحرب

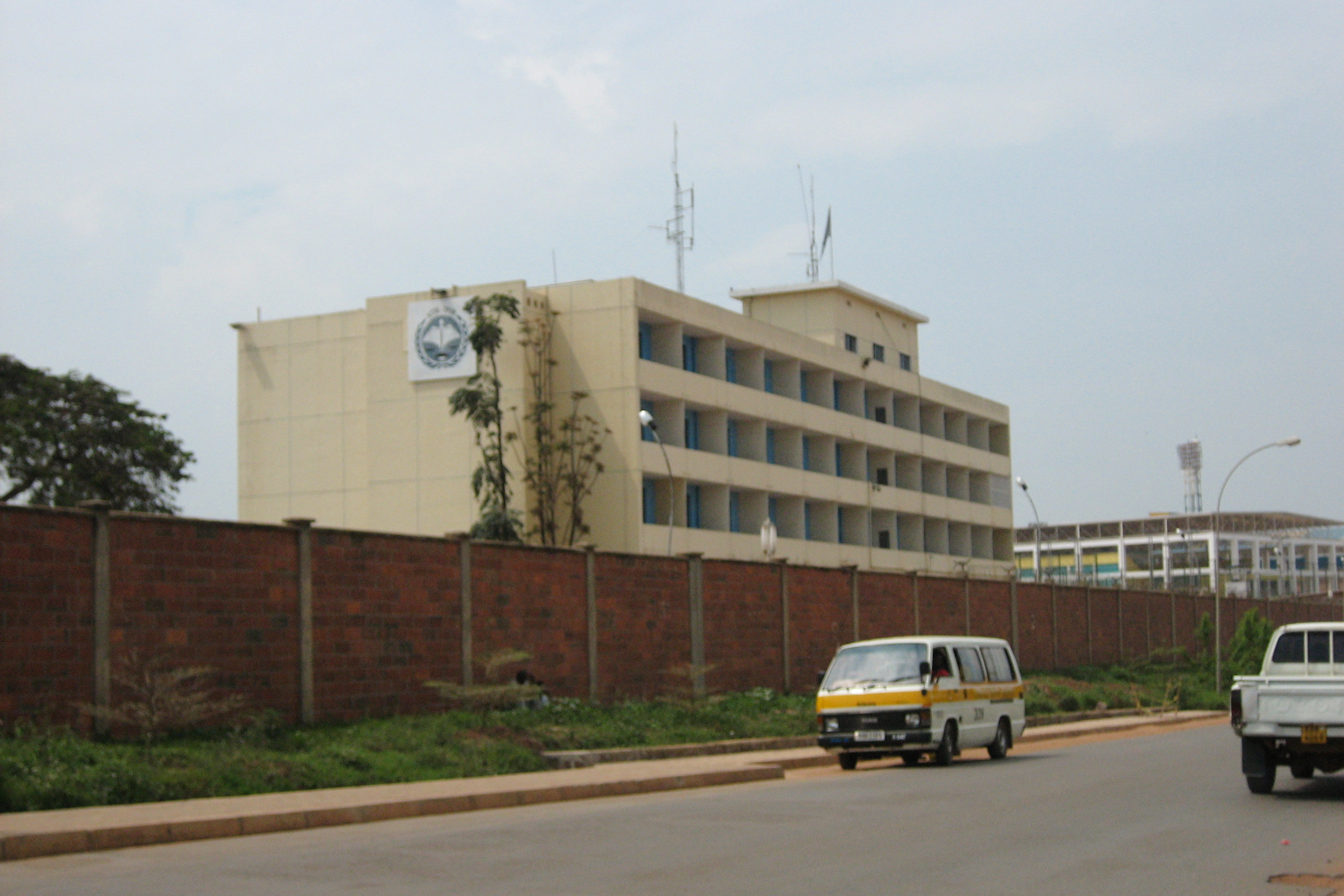
المحكمة الجنائية الدولية لرواندا بناء في كيغالي

كشفت الأدلة المقدمة إلى المحكمة أن قادة الهوتو السياسيين أمروا تنفيذ عمليات الاغتصاب الجماعي.
جان بول أكايسو أصبح أول شخص أدين باستخدام الاغتصاب شكل من أشكال الإبادة الجماعية. في البداية، العنف القائم على نوع الجنس لم تدرج في لائحة الاتهام ضد أكاييسو; ومع ذلك، وبعد الضغط من قبل المنظمات غير الحكومية (المنظمات غير الحكومية), لائحة الاتهام المعدلة. أثناء المحاكمة من أكايسو المحكمة أكدت أن العنف الجنسي بما في ذلك الاغتصاب، سقطت بموجب الفقرة ب من اتفاقية منع ومعاقبة جريمة الإبادة الجماعية، الاغتصاب قد أجريت بقصد وحيد هو تدمير، كليا أو جزئيا، أو مجموعة معينة. المحكمة أيضا أن العنف الجنسي ضد نساء التوتسي كان منهجي جزء من الإبادة الجماعية. إلى هذا الحد، إيجاد ضد أكاييسو، أن الاغتصاب يمكن أن يكون عملا من أعمال الإبادة الجماعية،  يمثل تغييرا كبيرا في الفقه الدولي والمحاكمات في جرائم الإبادة الجماعية. في 2 أيلول / سبتمبر 1998، أكايسو وحكم عليه بالسجن مدى الحياة بعد ادانته بارتكاب الإبادة الجماعية والجرائم ضد الإنسانية بما في ذلك الاغتصاب.
كانت وزيرة الرعاية العائلية والنهوض بالمرأة بولين نييراماسوهوكو أول امرأة توجه إليها تهم الاغتصاب الإبادي أثناء الصراع. حيث وجدت المحكمة الجنائية الدولية لرواندا أنها:
خلال وسائل الإعلام المحاكمة حسن نغيزي (محرر في ورئيس Kangura) فرديناند ناهيمانا وجان-بوسكو فقد أدانت (مؤسسي RTLMC) كانت كل الاتهامات المحكمة الحكم أن الهوتو الوصايا العشر ومقال آخر بعنوان نداء إلى ضمير الهوتو نقل «الاحتقار والكراهية جماعة التوتسي العرقية والتوتسي النساء ولا سيما عملاء العدو، ودعت القراء إلى اتخاذ جميع التدابير اللازمة لوقف العدو، تعريف السكان التوتسي».